# Eric Libert
Eric Libert (Amay, 1 juli 1950) is een voormalig Belgisch politicus voor het FDF en diens opvolger DéFI.

## Levensloop
Libert promoveerde in 1973 tot licentiaat in de rechten aan de UCL en vestigde zich als advocaat in Brussel. Ook werd hij reserve-officier bij het Regiment Ardense Jagers.
Van 1983 tot 1994 was hij gemeenteraadslid voor het FDF in Sint-Gillis. Na de lokale verkiezingen van 2000 werd hij gemeenteraadslid van de faciliteitengemeente Sint-Genesius-Rode en werd onmiddellijk schepen voor burgerlijke stad, bevolking, cultuur en onderwijs, als opvolger van zijn mentor Georges Clerfayt. Hij bleef dit tot eind 2018 en verliet toen de actieve politiek. Bij herhaling kwam het tot botsingen met cdH-burgemeester Myriam Delacroix-Rolin, aan wie hij een gebrek aan francofone stevigheid verweet.
In juli 2003 werd hij lid van de Kamer van volksvertegenwoordigers voor de kieskring Brussel-Halle-Vilvoorde in vervanging van Jacques Simonet, die staatssecretaris voor Europese en Buitenlandse zaken werd tot februari 2004, en in juli 2004 opnieuw als opvolger van de ontslagnemende Simonet, tot juni 2007. In de Kamer werd Libert lid van de commissies Sociale Zaken (2003-2004), Handels- en Economisch Recht (2003-2004 en 2004-2007) en Binnenlandse Zaken, Algemene Zaken en Openbaar Ambt (2004-2007).
In juli 2007 werd door gouverneur Lodewijk De Witte een tuchtdossier ingesteld tegen hem met onderzoek over de rol die hij speelde bij het versturen van Franstalige oproepingsbrieven voor de verkiezingen van 10 juni 2007. Er volgden geen sancties.
In juni 2009 werd hij opnieuw federaal volksvertegenwoordiger, ter vervanging van Bernard Clerfayt, staatssecretaris voor de Modernisering van de Federale Overheidsdienst Financiën, de Milieufiscaliteit en de Bestrijding van de fiscale fraude, tot aan de verkiezingen van juni 2010. Ditmaal zetelde hij in de commissie Landsverdediging. Bij deze verkiezingen stond hij op de Kamerlijst van de MR - een kartel waarvan het FDF toen deel uitmaakte - op de derde opvolgersplaats, hetgeen weinig kans tot effectief zetelen bood. In mei 2014 was hij eerste plaatsvervanger op de FDF-kieslijst voor de Kamer van volksvertegenwoordigers in de kieskring Brussel-Hoofdstad voor de federale verkiezingen. 
Ook was Libert van 2006 tot 2009 secretaris-generaal van het FDF.